# Andrzej Markiewicz (fizjokrata)
Andrzej Markiewicz (ur. 1767, zm. 1815) – polski prawnik, fizjokrata, filozof.

## Życiorys
Ukończył Seminarium Kandydatów Stanu Nauczycielskiego przy Szkole Głównej Koronnej w Krakowie. Został nauczycielem i uczył prawa, nauki moralnej, historii, początkowo w szkole wydziałowej w Warszawie, a następnie (1795-1801) w szkołach przygłównych w Krakowie. Po zwolnieniu z pracy przez władze austriackie bezskutecznie poszukiwał pracy jako nauczyciel prawa w szkolnictwie średnim i wyższym, m.in. w Liceum Krzemienieckim (pomimo pozytywnych referencji dla Hugona Kołłątaja) i kilkukrotnie w Szkole Głównej Koronnej (na Katedrę Prawa Natury). W okresie Księstwa Warszawskiego (1810–1815) pełnił funkcję notariusza publicznego w departamencie krakowskim. 

## Poglądy
Markiewicz jest znany przede wszystkim jako przedstawiciel polskiego fizjokratyzmu i opartej na nim nauki moralnej i koncepcji prawa natury. Jego prace oparte były na polskich, nie francuskich autorach oświeceniowych, takich jak Hieronim Stroynowski (Nauka prawa przyrodzonego, politycznego, ekonomiki politycznej i prawa narodów) czy Hugo Kołłątaj. Jego prace były podręcznikami, realizującymi zalecenia Komisji Edukacji Narodowej. Były kierowane do młodzieży, którą autor chciał kształcić na cnotliwych obywateli.
Porządek fizyczny i moralny stanowiły dla niego jedność, rządzącą się określonymi prawami. Ludzie mają naturalne potrzeby (m.in. dążenie do szczęścia) i możliwości. Wynikają z tego określone prawa moralne oraz "należytości i powinności", które zestawiał w porównawczych tabelach. Dotyczyły one m.in. równości, własności, obowiązku pracy, zniesienia niewolnictwa i poddaństwa, zwalczania próżniactwa. Jego prace zawierają też rozbudowaną argumentację z zakresu etyki cnót.
Markiewicz był zwolennikiem oświeceniowej idei postępu. Jedną z naczelnych powinności było dążenie do rozumu oświeceniowego, w czym ważną rolę odgrywały nauki i sztuki. Krytykował w tym Rousseau, dla którego nauki i sztuki były źródłem moralnego zepsucia ludzkości. 

## Dzieła
- (1809) Moralność w wykładzie prawa przyrodzonego, Kraków;
- (1818) Nauka obyczajowa o obrzydzeniu występków, wad i przesądów, a zamiłowaniu prawdy, cnoty i przymiotów towarzyskich do ukształcenia młodzieży na dobrych ludzi, obywateli i urzędników stosowana, Kraków.